# Trasmiera

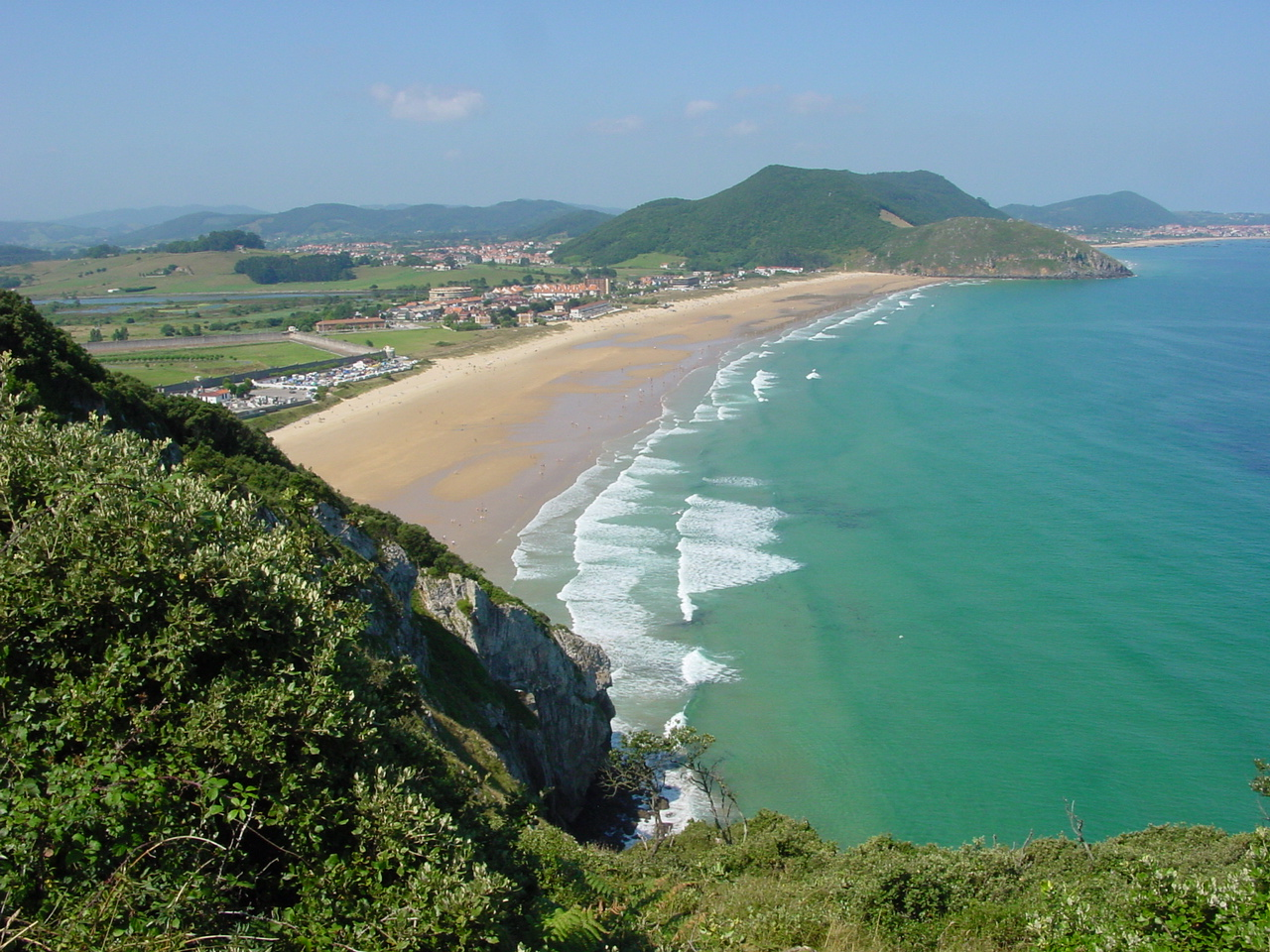
Platja de Berria a Santoña.

La Comarca de Trasmiera (Tresmiera en càntabre) és una de les comarques històriques de Cantàbria situada a l'est del riu Miera fins al riu Asón. S'estén entre les badies de Santander i Santoña, ocupant gran part del litoral oriental de Cantàbria. La costa d'aquest tram es caracteritza pels seus penya-segats i les seves belles platges com les de Langre, Loredo, Isla, Noja i la de Berria a Santoña. Cap a l'interior la comarca oferix extensos prats així com un gran desenvolupament hoteler i campista.
Malgrat que ja existeix una llei de comarcalització de Cantàbria, aquesta encara no ha estat desenvolupada i, per tant, la comarca no té entitat real

## Municipis de la comarca
- Argoños/Argoñus.
- Arnuero/Arnueru.
- Bárcena de Cicero/Barcina-Ciceru.
- Bareyo/Bareyu.
- Entrambasaguas/Tramasauguas.
- Escalante.
- Hazas de Cesto/Jazas in Cestu.
- Liérganes.
- Marina de Cudeyo/Marina-Cudeyu..
- Medio Cudeyo/Meyiu-Cudeyu.
- Meruelo/Meruelu.
- Miera.
- Noja.
- Ribamontán al Mar.
- Ribamontán al Monte/Ribamontán al Monti.
- Riotuerto/Rutuirtu.
- Santoña.
- Solórzano7Solórzanu..
- Voto/Votu.

## Galeria d'imatges

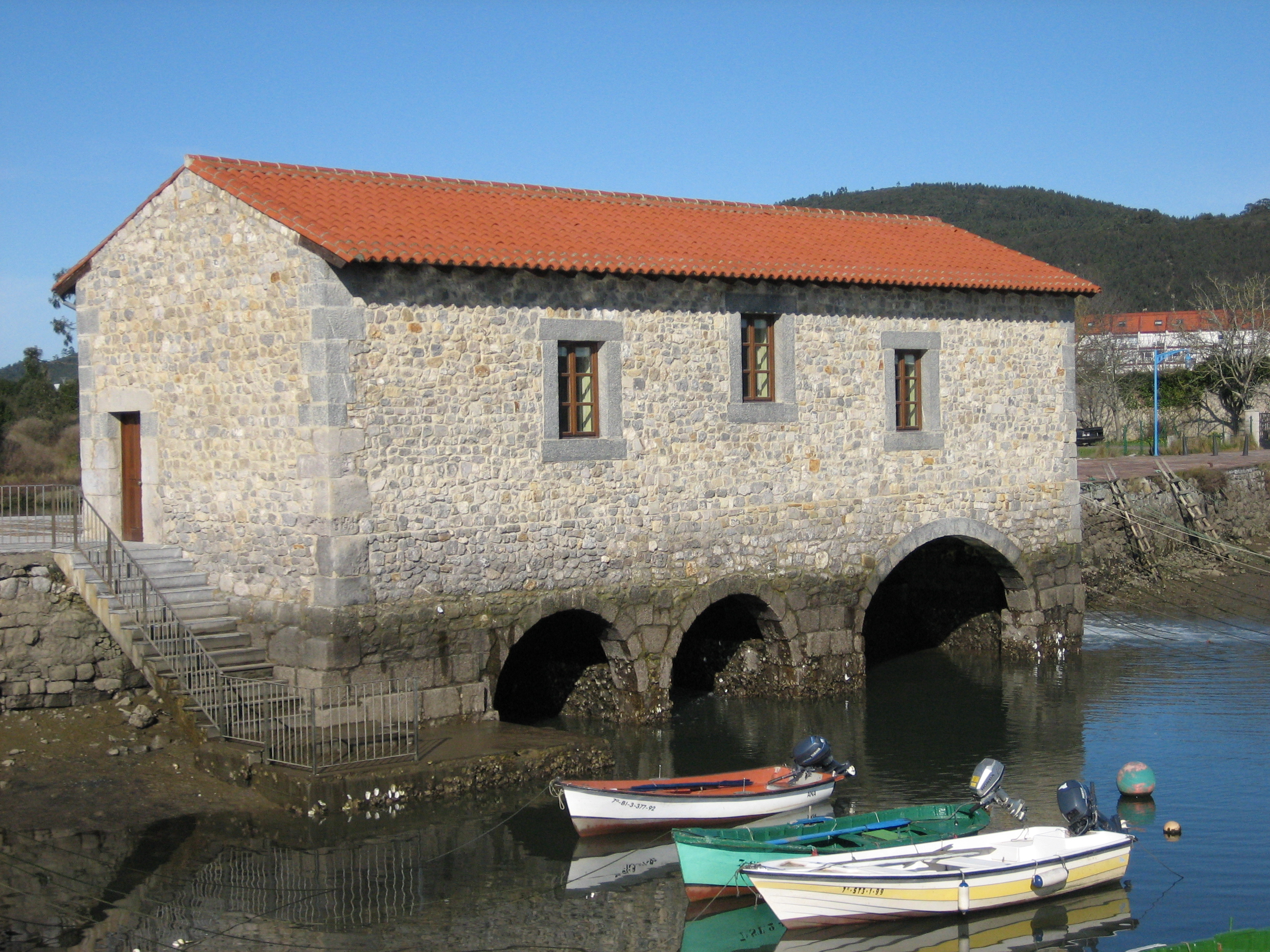
Molí de marees a Argoños.
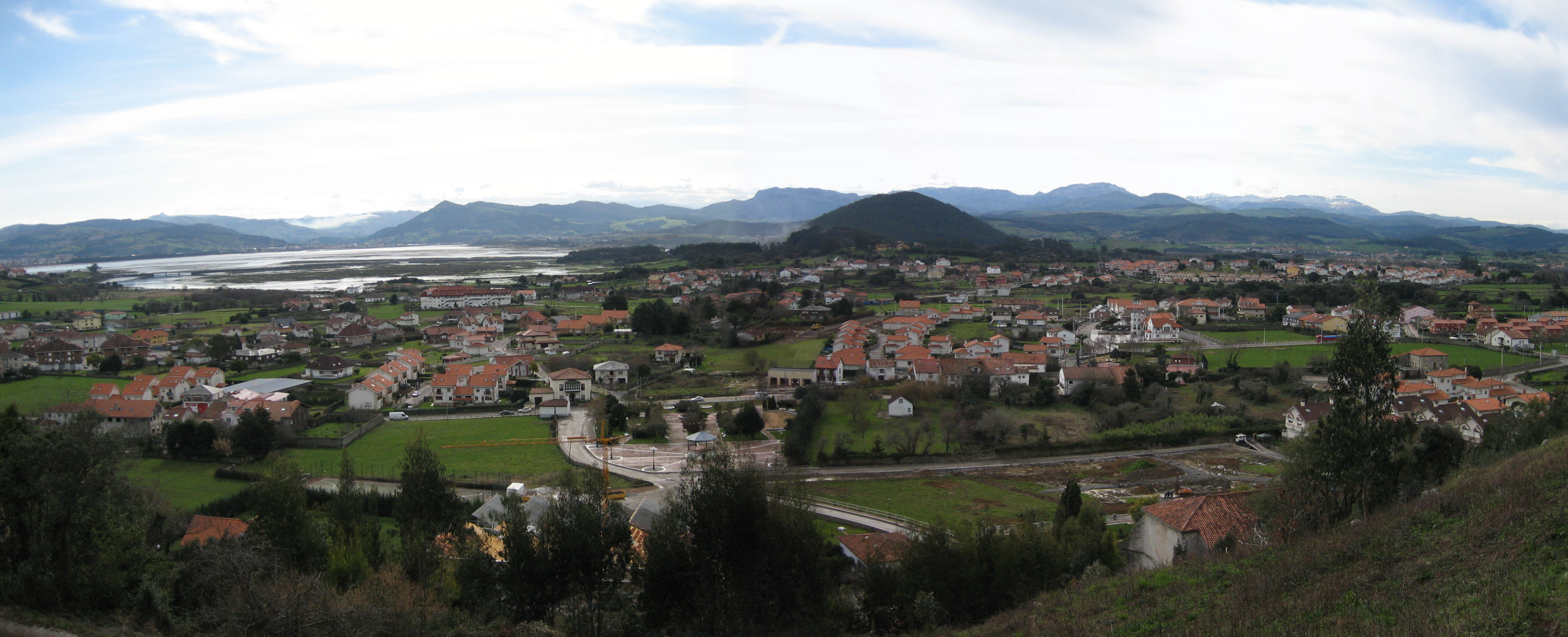
Argoños vist des del norte, con las marismes de Santoña a l'esquerra
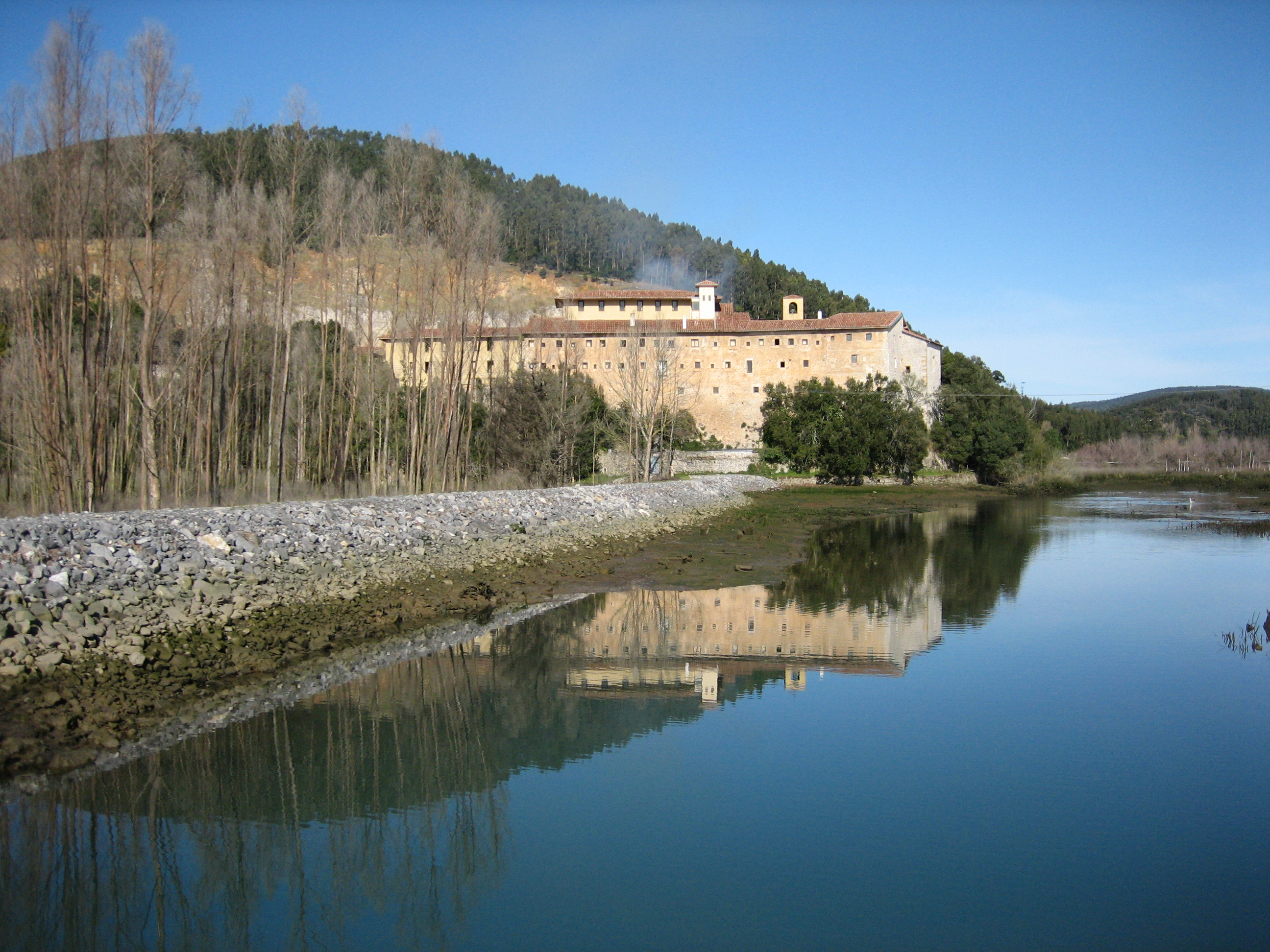
Convent de Montehano, junt a les marismas de Santoña i el mont Montehano al fons.
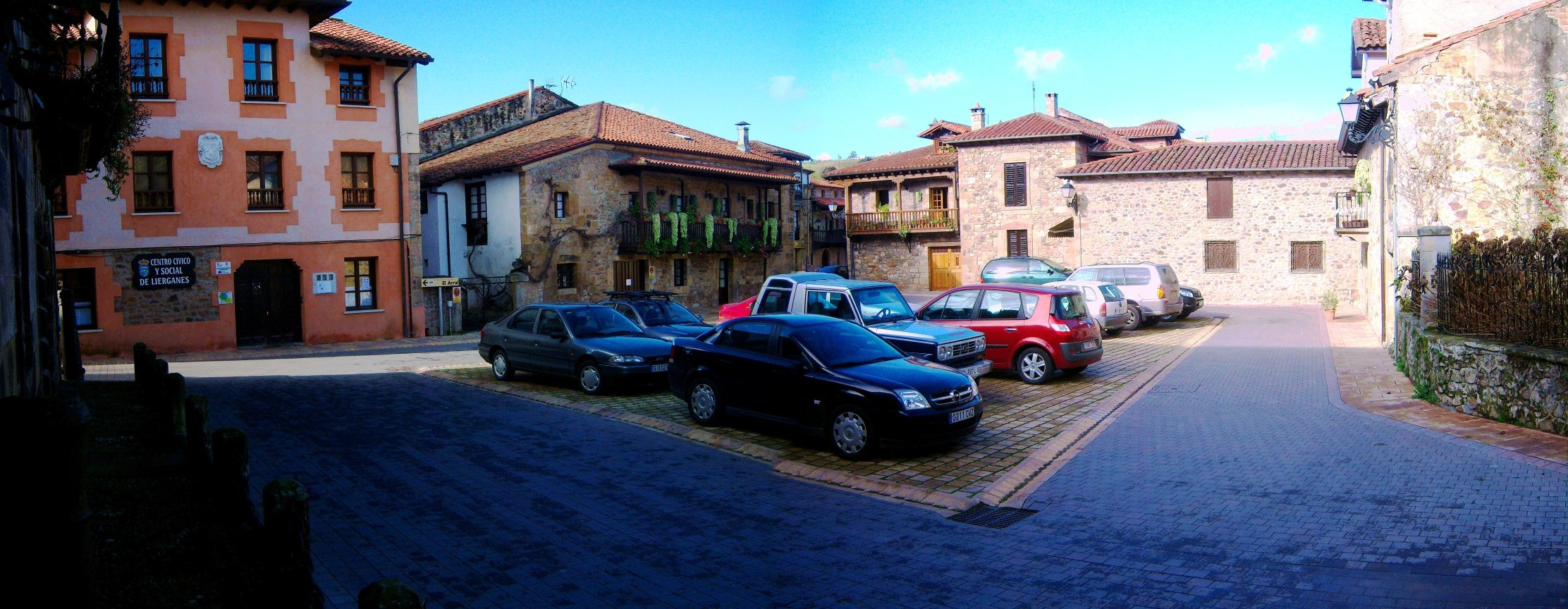
Plaça del Marquès de Valdecilla a Liérganes.
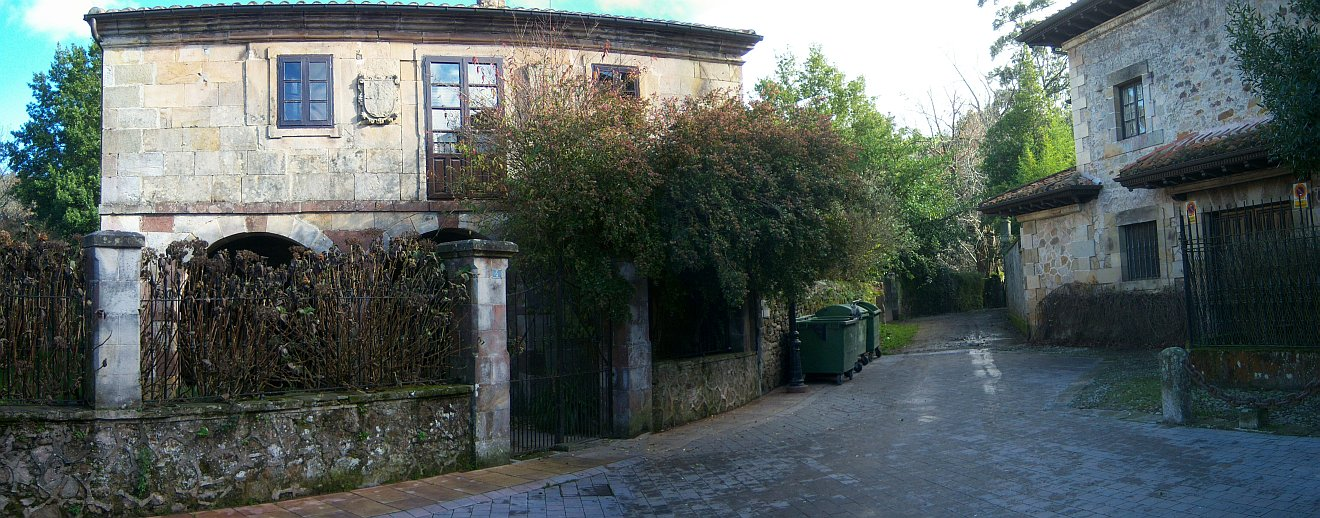
Casa solariega a Liérganes.
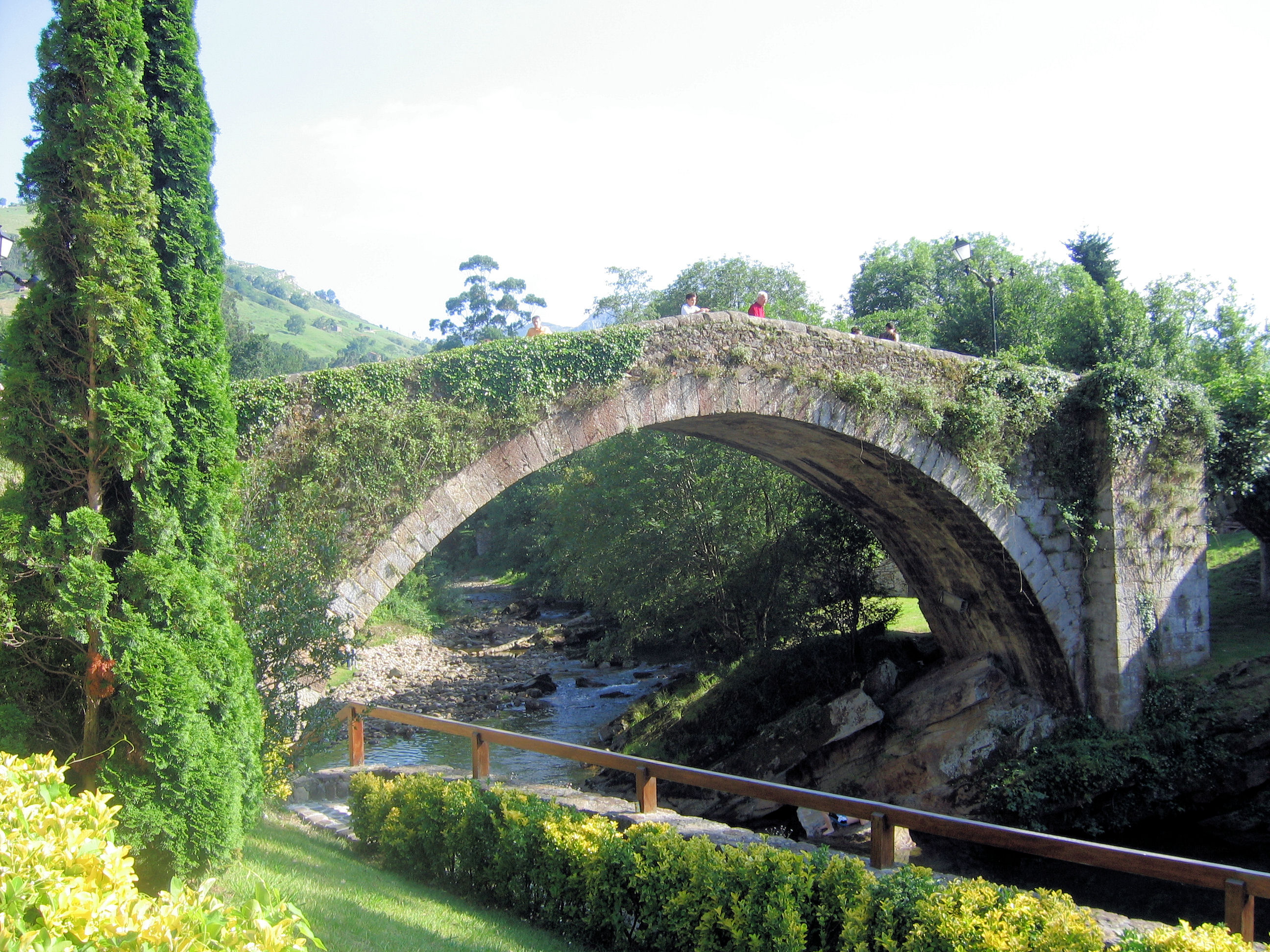
Pont romà a Liérganes.
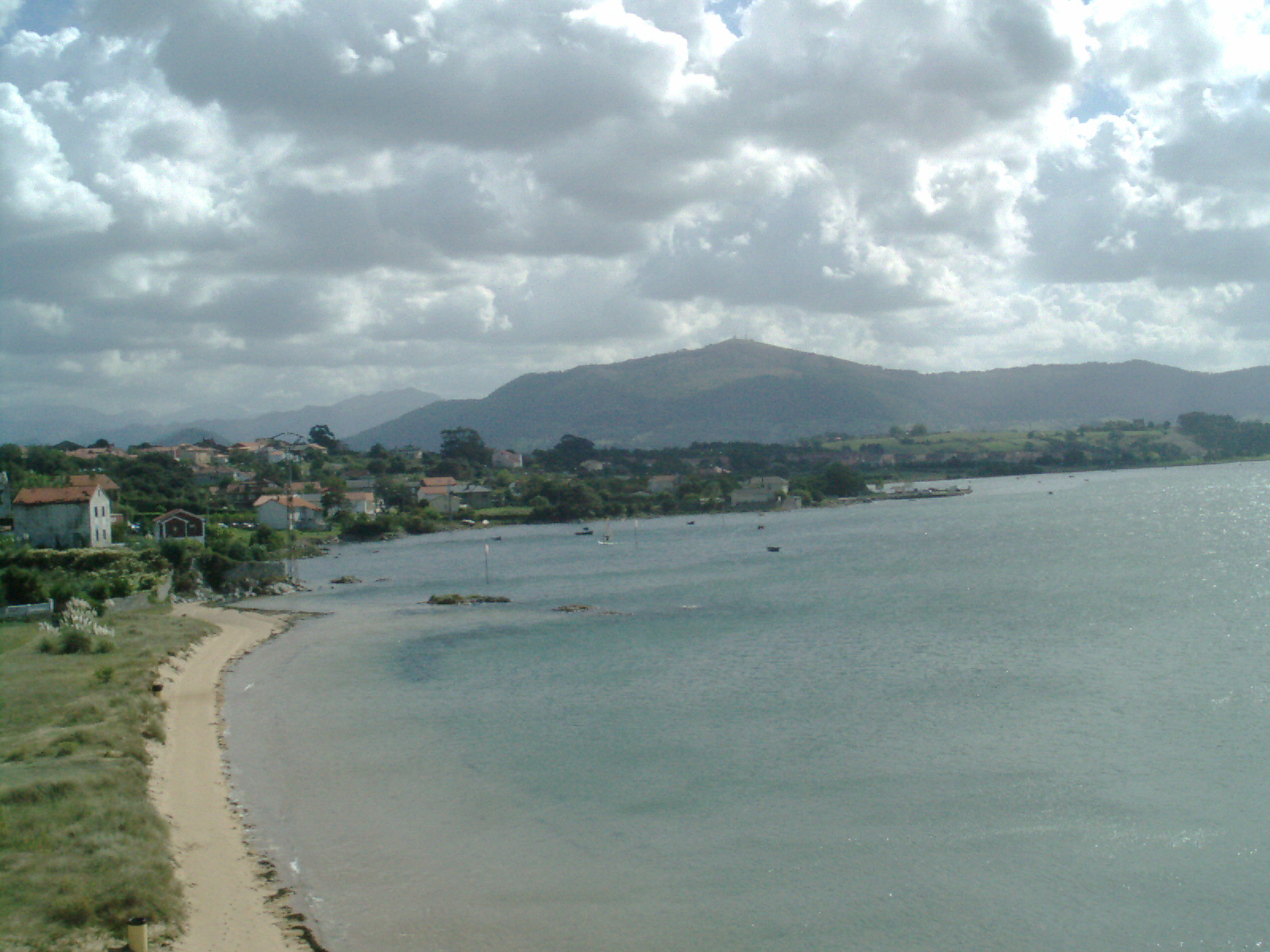
Peña Cabarga vista des de Pedreña (Marina de Cudeyo).
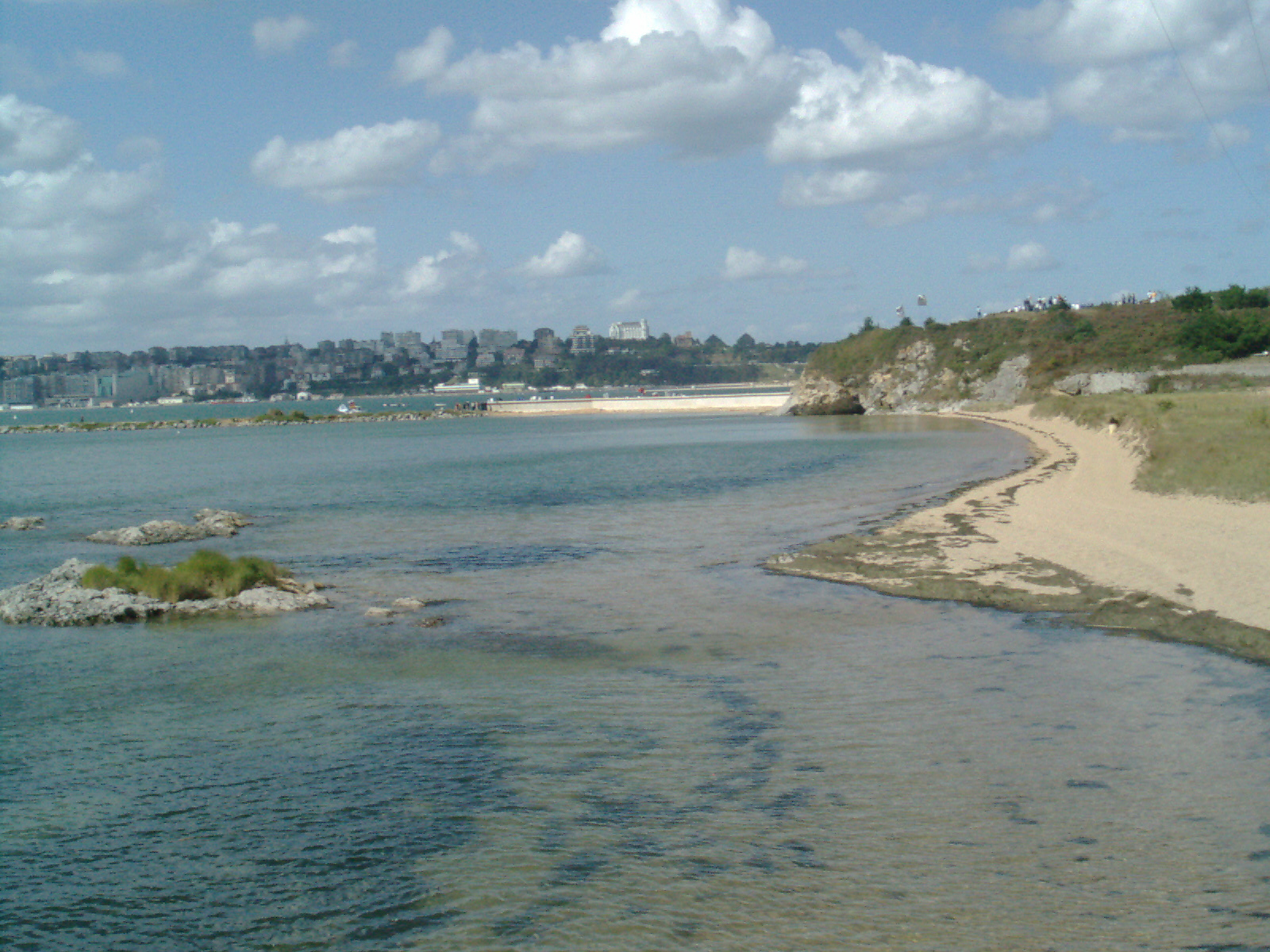
Platja de Pedreña, al fons la ciudad de Santander.
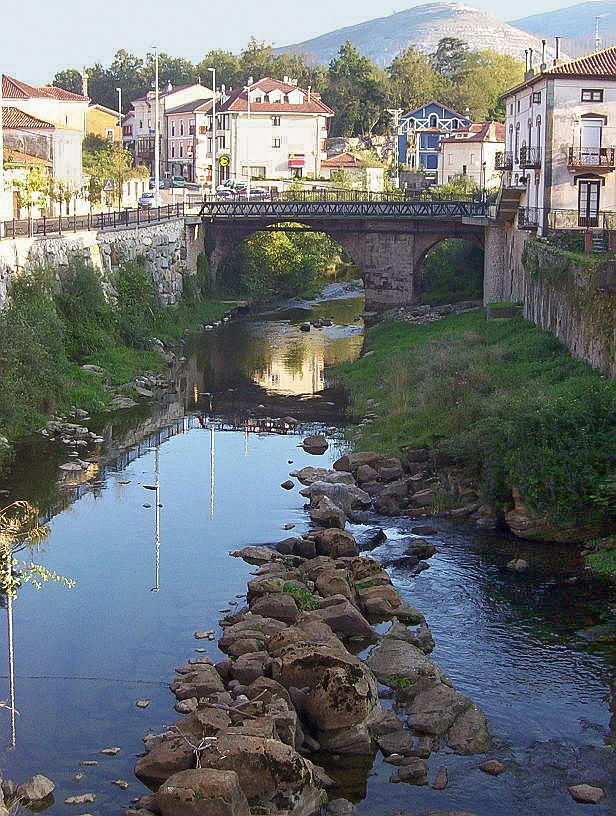
El riu Miera al seu pas per La Cavada.
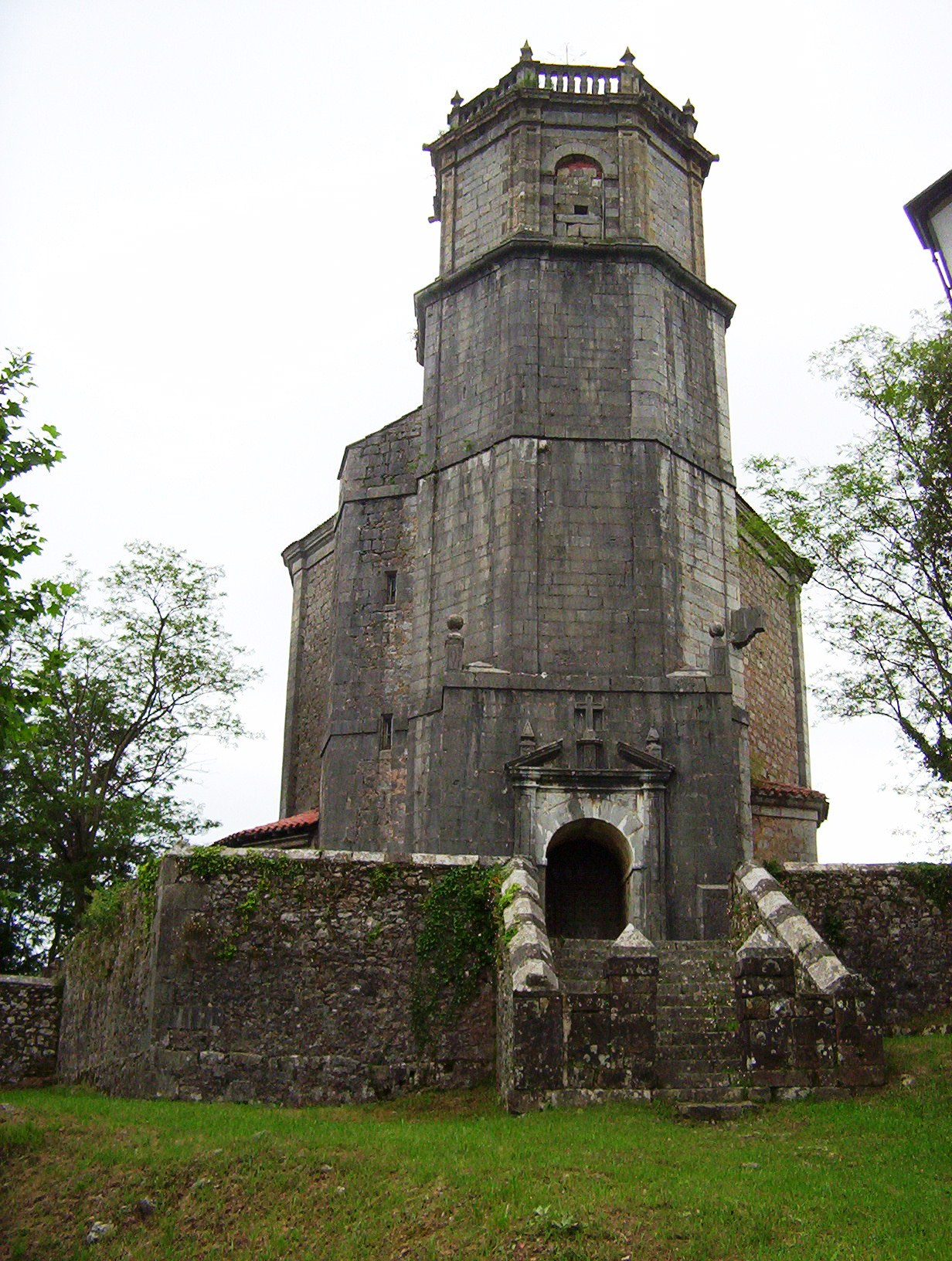
Església de Santa María Magdalena de Rucandio Riotuerto (Segle XVIII).
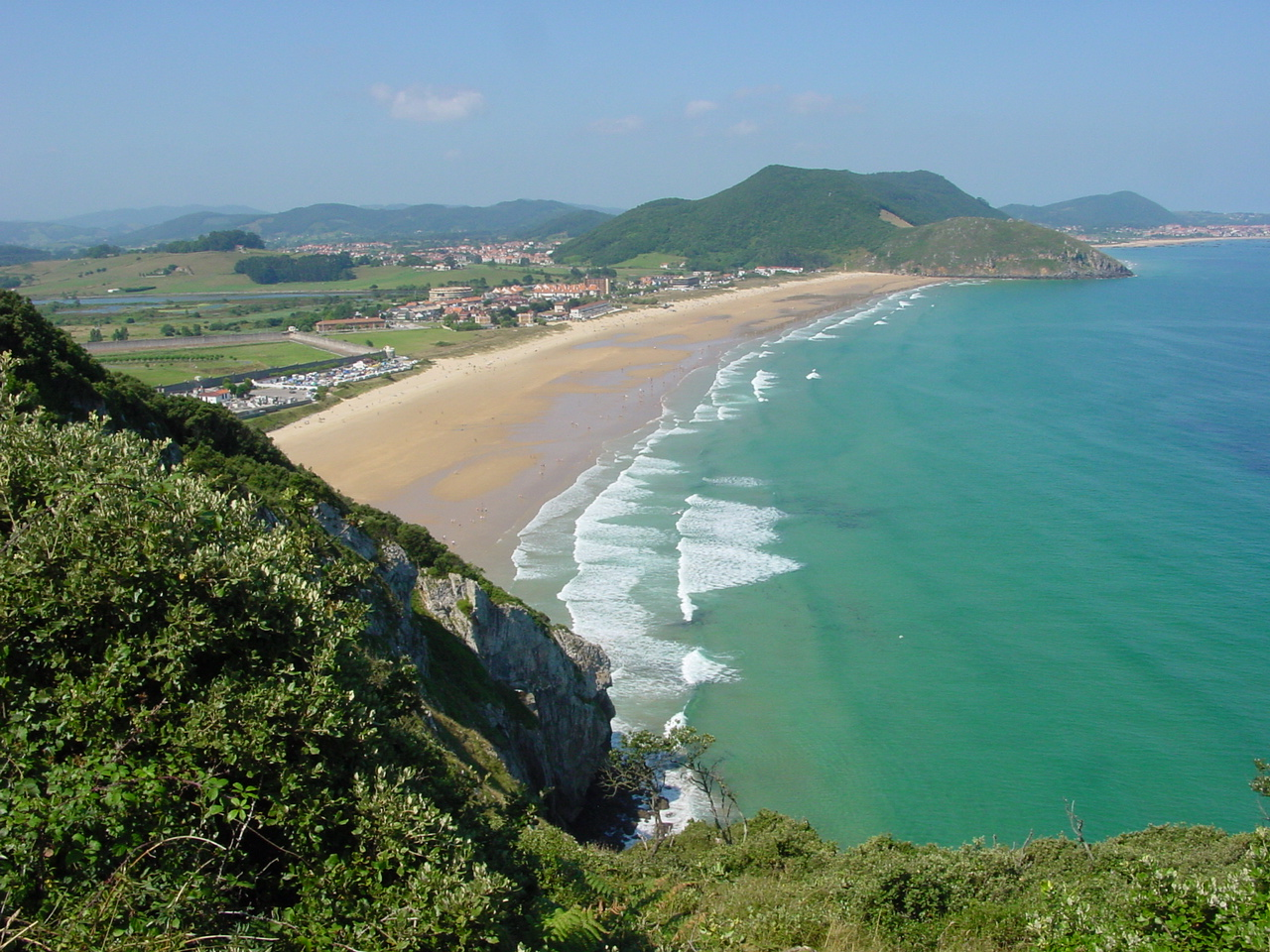
Platja de Berria des de l'est.
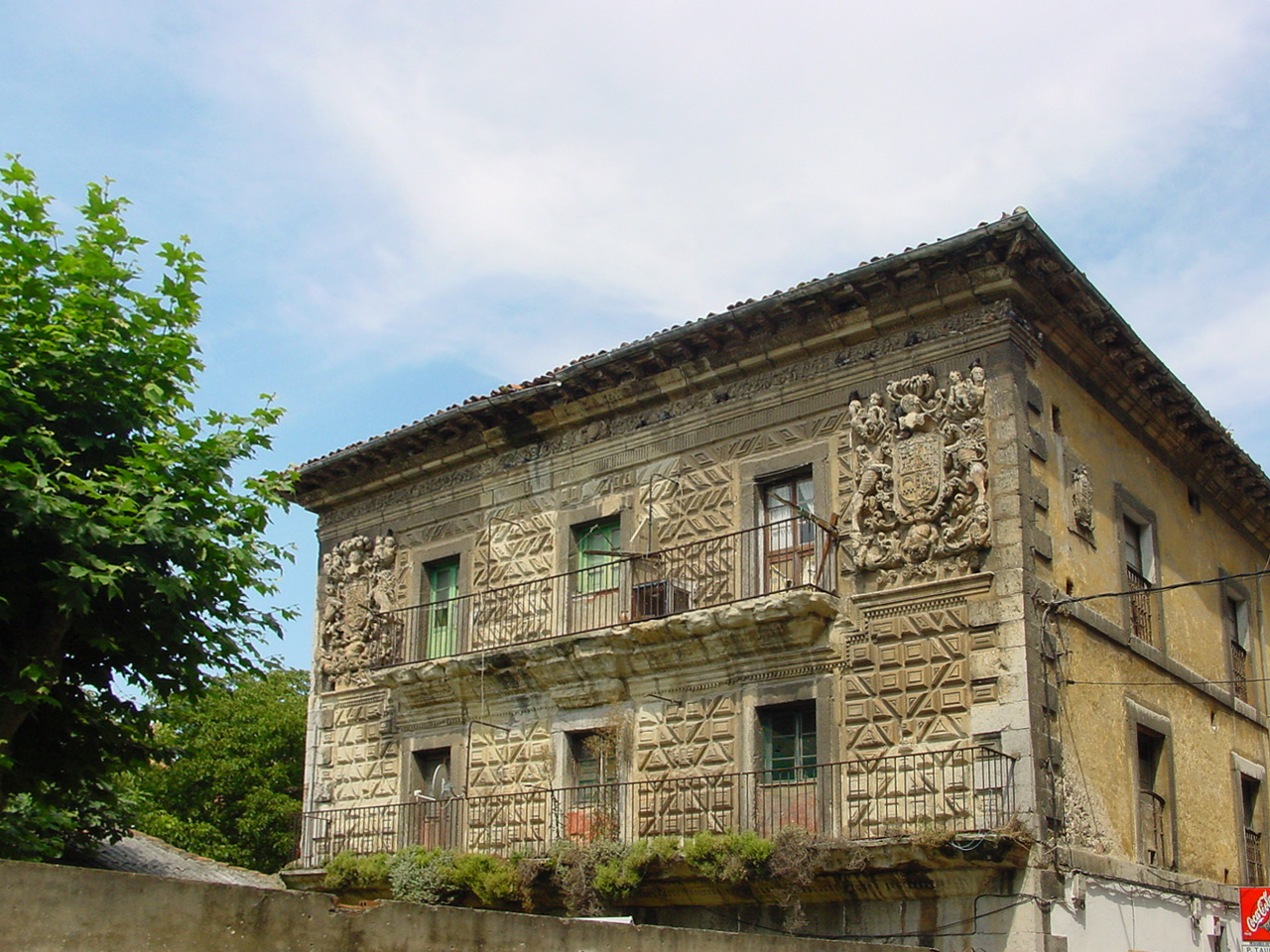
Palau de Chiloeches (segle xvii).
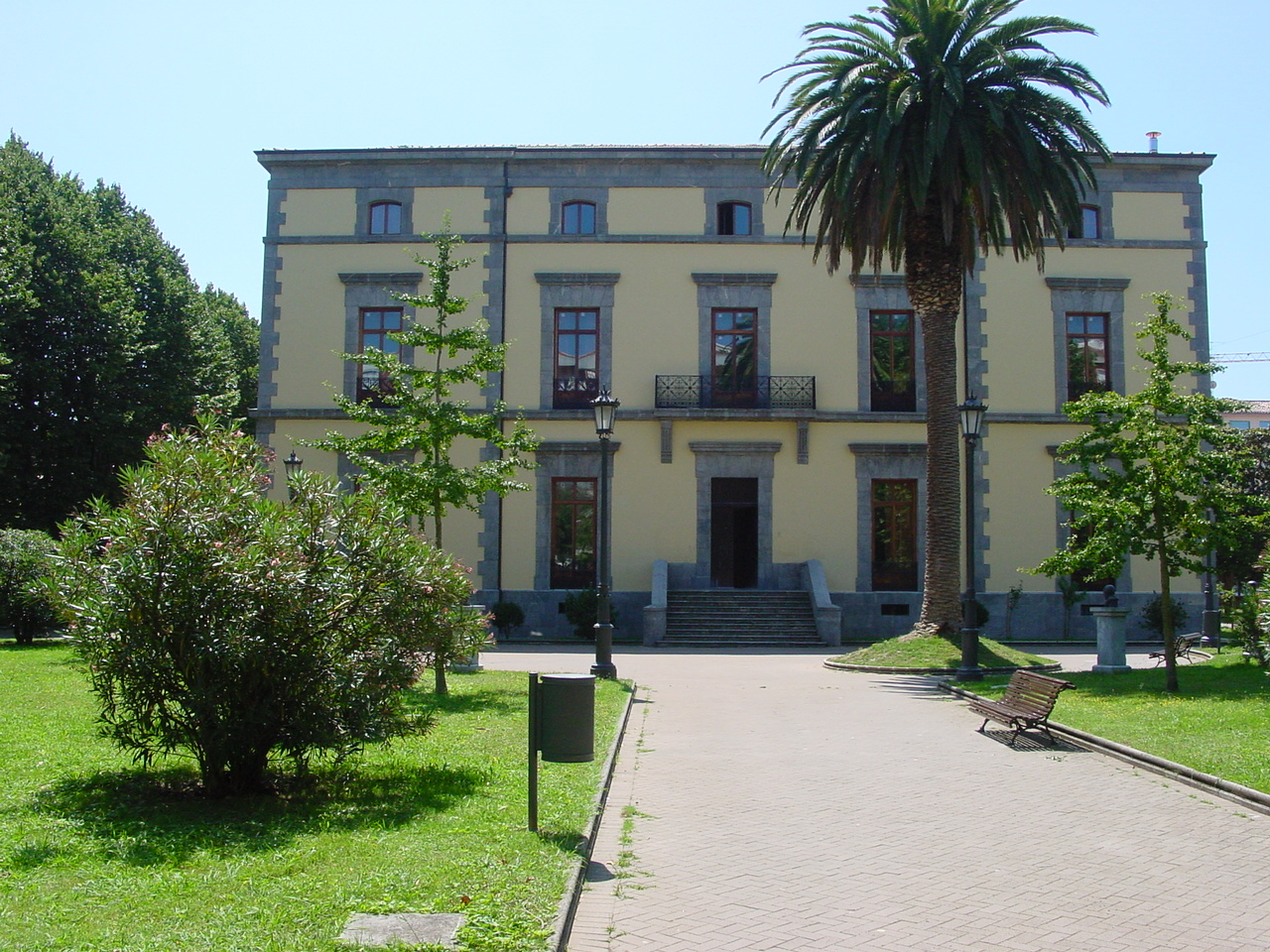
Palau de Manzanedo, façana lateral (Santoña).
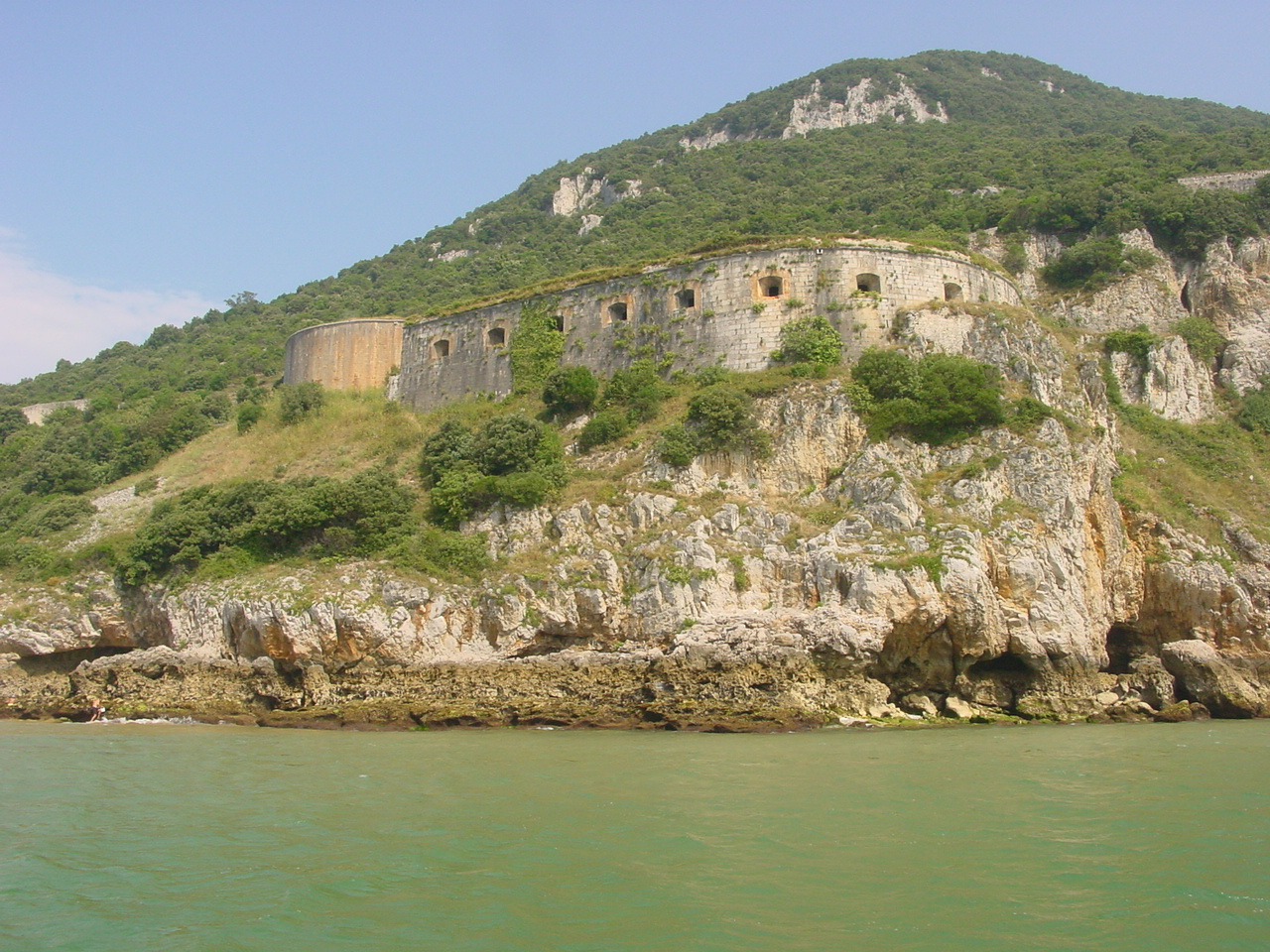
Fort de San Carlos a l'entrada de la badia de Santoña.
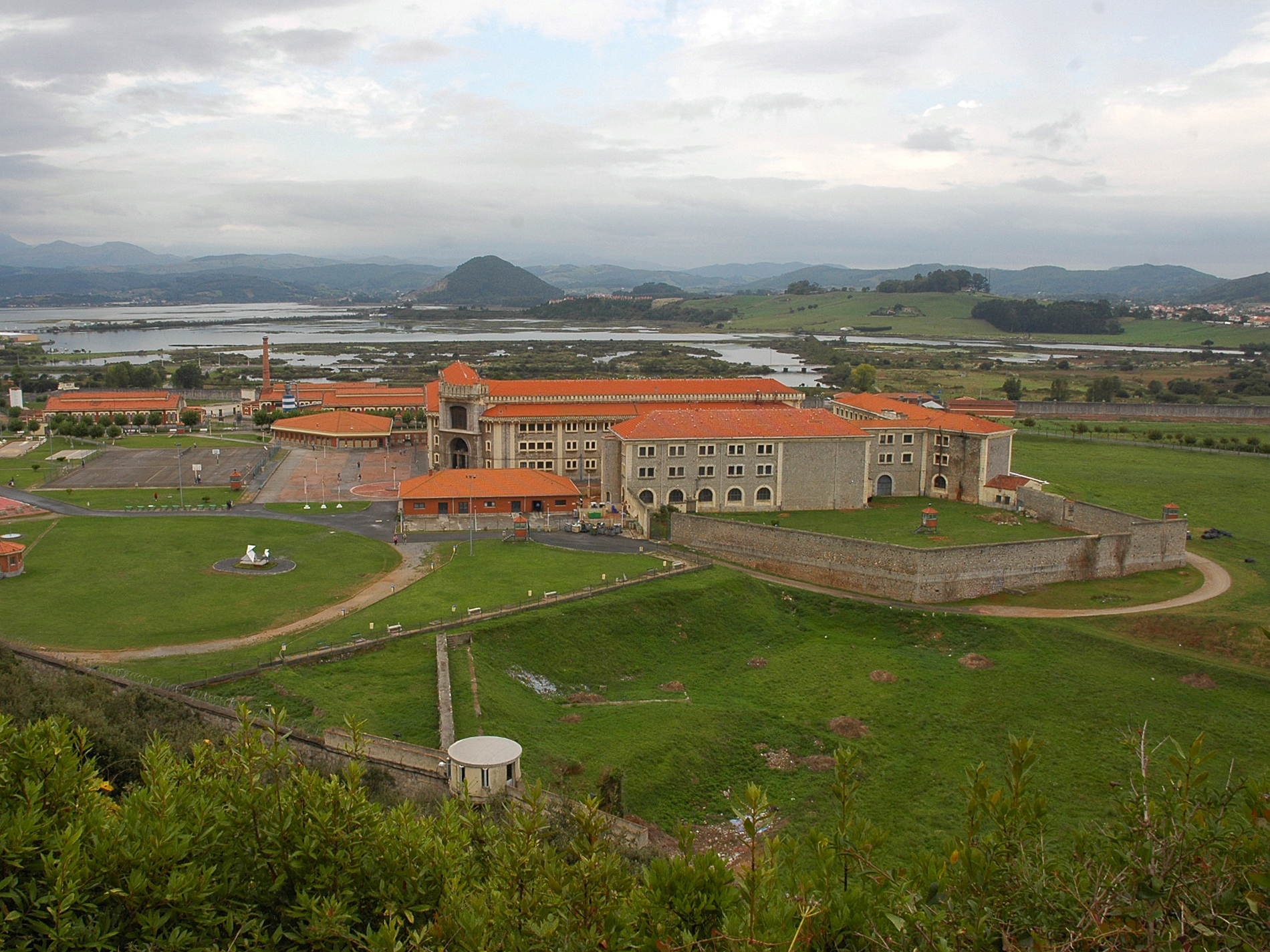
Penal d'El Dueso, a la localitat de Dueso (Santoña).